# Alejandro Mancuso
Alejandro Víctor Mancuso (Ciudadela, Buenos Aires, 4 de septiembre de 1968) es un entrenador y exjugador de fútbol argentino. Desarrolló una carrera como deportista profesional que lo llevó a competir en su país y en el extranjero, actuando en la posición de mediocampista central. Integró el plantel de la selección de fútbol de Argentina que disputó la Copa Mundial de Fútbol de 1994. Fue también asistente de Diego Maradona durante su etapa como entrenador del equipo nacional.

## Trayectoria en el fútbol

### Jugador
Se destacó durante los primeros años de su carrera jugando para Ferro Carril Oeste, Vélez Sársfield y Boca Juniors, época en la que también representó a su país internacionalmente.
En enero de 1995 dejó la Argentina para incorporarse al Palmeiras de Brasil, que pretendía encontrar a alguien que sustituyese a César Sampaio. La estadía de Mancuso en tierras brasileñas se dilató dos años y medio, e incluyó pasos por el Flamengo (donde ganó 2 títulos) y el Santa Cruz. En Flamengo, jugó 66 partidos, siendo 37 de ellos victorias, 18 empates y 11 derrotas, y marcó cinco goles.
Independiente lo repatrió para reforzar a su plantel en la temporada 1997-98. 
Al no poder afianzarse como titular, optó por dejar nuevamente el país, tentado esta vez con ser parte del Badajoz de la Segunda División de España, club que había sido adquirido por el empresario argentino Marcelo Tinelli.
Posteriormente el jugador retornó al equipo brasileño Santa Cruz, pero concluyó su carrera jugando en el Bella Vista de Uruguay.

#### Selección nacional
Mancuso fue miembro de la selección de fútbol de Argentina entre 1992 y 1994. En ese periodo disputó la Copa Artemio Franchi y la Copa América 1993 (las cuales fueron conquistadas por los argentinos), como también la Copa Mundial de Fútbol de 1994.
En total defendió en 10 partidos la casaca albiceleste, en los que anotó un gol.

### Entrenador
Entre 2008 y 2010 se desempeñó como asistente del entrenador Diego Maradona en la selección de fútbol de Argentina. Por ese motivo participó nuevamente de una Copa Mundial, la de Sudáfrica 2010, pero esta vez desde otra posición.
Aunque se rumoreaba que Mancuso volvería a acompañar a Maradona en su experiencia como entrenador del club emiratí Al-Wasl en 2011, finalmente éste escogió a Roberto Trotta para que lo asista.

## Trayectoria en el showbol
En 2006 comenzó a competir en showbol, que es una variación del fútbol tradicional. Durante los siguientes dos años recorrió diversos lugares del mundo con la selección de Argentina de la disciplina, compartiendo plantel con otros jugadores profesionales retirados entre los que se destacaba Diego Maradona. Entre otros torneos, llegó a disputar la Copa del Mundo de Fútbol Indoor en Jerez de la Frontera.
Para promocionar al equipo, Mancuso creó la empresa Showbol Internacional junto a su socio Marcelo Bandola. Al unirse al cuerpo de entrenadores del equipo nacional en octubre de 2008, se apartó del proyecto y dejó a cargo a Bandola, quien logró mantener el showbol a flote pese a no contar ya con su principal atractivo que era la presencia de Maradona. Cuando Mancuso y Maradona quisieron regresar al showbol en 2010, Bandola modificó las condiciones de contratación que se habían empleado anteriormente, motivo por el cual los jugadores lanzaron el Indoor Show como espectáculo alternativo.
Showbol Internacional colapsó en 2012, pero Indoor Show siguió vigente hasta 2016. Mancuso nunca llegó a organizar una liga profesional de fútbol rápido en Argentina, sino que adoptó como modelo de negocios el desarrollo de un evento deportivo itinerante, que no prefijaba su fixture sino que organizaba partidos y torneos de acuerdo a la demanda que encontraba en diversas ciudades. 

## Controversias

### Enfrentamiento con Maradona
Unos meses después de que la selección argentina lograra la clasificación al Mundial de Sudáfrica, Carlos Bilardo -a la sazón director general de selecciones- manifestó su preocupación por un supuesto aislamiento que Mancuso propiciaba entre Maradona y la gente que formaba parte de su entorno.
En noviembre de 2010, durante una gira de la selección de Argentina de indoor show por China, Maradona descubrió que su imagen estaba siendo usada sin su consentimiento para promocionar un videojuego. Cuando sus abogados investigaron sobre el tema se enteraron de que Mancuso había falsificado la firma de Maradona y había completado el trato con la empresa desarrolladora del videojuego sin informarle de nada al astro futbolístico. Ello derivó en la ruptura del vínculo de amistad que unía a los dos jugadores. Este conflicto entre ambos con los años fue empeorando hasta terminar en los juzgados. Maradona logró ganar el juicio contra las empresas chinas que utilizaron su imagen, pero en 2017 Mancuso, luego de ser declarado en rebeldía por no asistir a las audiencias, fue sobreseído por prescripción de la causa.
En 2019 la jueza Vivian Fernández Garello, titular del juzgado comercial Nro. 31, declaró la quiebra de Alejandro Mancuso, ordenando un embargo y cierre de cuentas.

### Acusación de usurpación
En 2015 vendió un centro de entrenamiento de fútbol 7 que poseía en Buenos Aires, pero luego desconoció la venta e intentó recuperar el predio de manera ilegal.

### Involucramiento con Generación Zoe
En 2022 se vio salpicado por la caída de Generación Zoe, una organización fraudulenta a cargo de Leonardo Cositorto que funcionaba por medio de estafas piramidales y que se ramificó en diferentes rubros, desde el inmobiliario hasta el gastronómico, pasando por el ámbito deportivo, donde Mancuso actuó como ojeador de futbolistas para Deportivo Zoe, un flamante club fundado por Cositorto en la localidad bonaerense de Cañuelas que llegó a la cuarta ronda en el Torneo Regional Amateur 2021-22.

## Clubes
| Club               | País      | Año       |
| ------------------ | --------- | --------- |
| Ferro Carril Oeste | Argentina | 1988-1989 |
| Vélez Sarsfield    | Argentina | 1989-1993 |
| Boca Juniors       | Argentina | 1993-1994 |
| Palmeiras          | Brasil    | 1995      |
| Flamengo           | Brasil    | 1996-1997 |
| Santa Cruz         | Brasil    | 1997      |
| Independiente      | Argentina | 1997-1998 |
| Badajoz            | España    | 1998      |
| Santa Cruz         | Brasil    | 1999-2000 |
| Bella Vista        | Uruguay   | 2000      |

## Palmarés

### Como jugador

#### Campeonatos regionales
| Título             | Club     | Estado/Región  | Año  |
| ------------------ | -------- | -------------- | ---- |
| Copa Guanabara     | Flamengo | Río de Janeiro | 1996 |
| Copa Río           | Flamengo | Río de Janeiro | 1996 |
| Campeonato Carioca | Flamengo | Río de Janeiro | 1996 |

#### Campeonatos internacionales
| Título                   | Club                | Sede          | Año  |
| ------------------------ | ------------------- | ------------- | ---- |
| Copa Artemio Franchi     | Selección Argentina | Mar del Plata | 1993 |
| Copa América             | Selección Argentina | Guayaquil     | 1993 |
| Copa de Oro Nicolás Leoz | Boca Juniors        | Buenos Aires  | 1993 |
| Copa de Oro Nicolás Leoz | Flamengo            | Manaos        | 1996 |

## Vida privada
Es padre del futbolista Gianluca Mancuso y de la modelo Chiara Mancuso, quien participó en la duodécima temporada del programa de televisión Gran Hermano.
El 11 de abril de 2022 apareció como invitado en el programa conducido por Guido Kaczka en Los 8 Escalones del Millón por la señal del canal El Trece haciendo preguntas sobre copas del mundo.
Ese mismo año se sumó al multimedio ESPN como comentarista del Brasileirao.